# A42高速公路 (葡萄牙)
A42高速公路（葡萄牙語：A42），是葡萄牙波爾圖區一條高速公路。西起瓦隆古埃爾米達，東至洛薩達。
全長21公里，全線四線行車，有八處交流道，和一處正興建的服務區。2006年完工。